# Таємна канцелярія

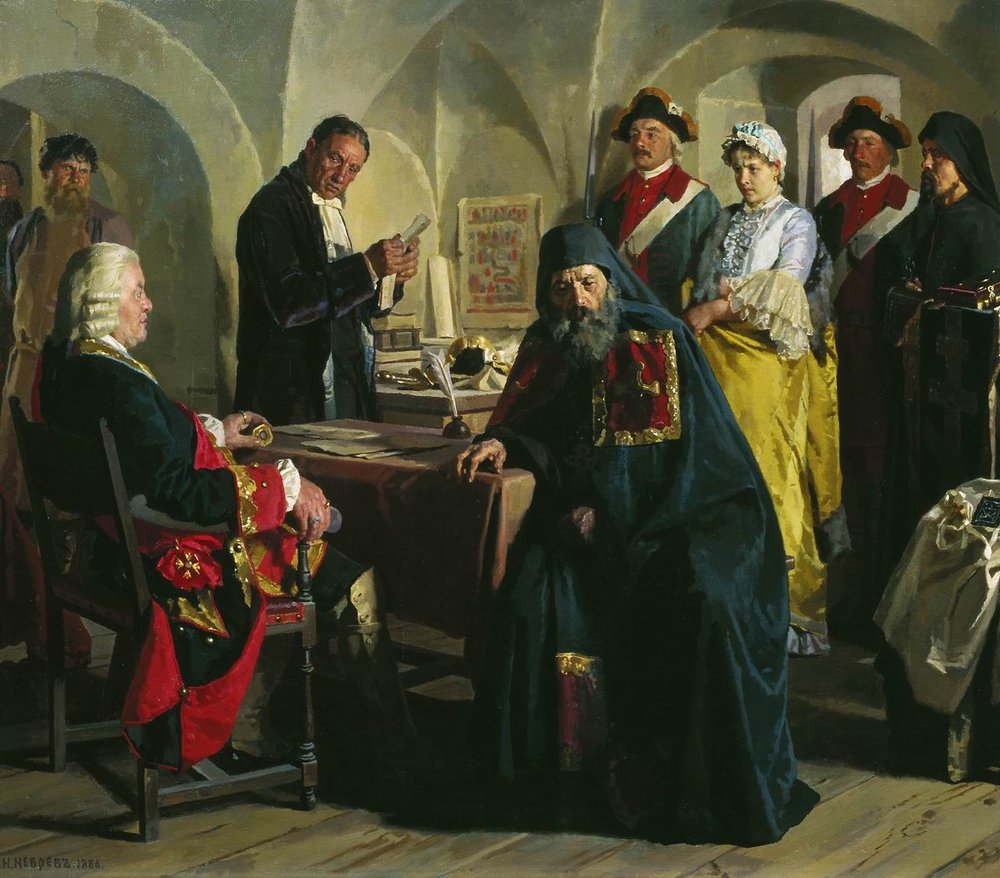
Голова канцелярії Ушаков допитує князівну Юсупову (1886, Неврев)

Таємна канцелярія — орган політичного розшуку і суду в Росії в XVIII столітті. У перші роки існувала паралельно з «Преображенським приказом», який виконував подібні функції. Скасована в 1726 році, відновлена в 1731 році як «Канцелярія таємних і розшукових справ»; остання ліквідована в 1762 році Петром III, проте замість неї в тому ж році Катериною II заснована «Таємна експедиція», яка виконувала ту ж саму роль. Остаточно скасована Олександром I.

## Преображенський приказ і Таємна канцелярія
Преображенський приказ містився в селі з однойменною назвою (зараз район в Східному адміністративному окрузі Москви). Використовувався Петром як політичний орган у боротьбі за владу з царівною Софією. Згодом приказ отримав виняткове право на ведення справ про політичні злочини.
Таємна канцелярія розташовувалась в Петропавлівській фортеці. Заснована Петром І у лютому 1718 для продовження розслідування у Петербурзі справи царевича Олексія Петровича.

## Канцелярія таємних і розшукових справ
Це була центральна державна установа. Після розпуску «Таємної канцелярії» в 1727 р. вона відновила роботу вже під назвою «Канцелярія таємних і розшукових справ» в 1731 р. на чолі з А. І. Ушаковим. До компетенції цієї канцелярії віднесено слідство над злочином «перших двох пунктів» Державних злочинів, що означало «Слово і діло государеве». Його 1-й пункт визначав: «Коли хто яким вигадкам вчинить мислити на імператорське здоров'я злу справу або персону і честь злими і шкідливими словами поносити». А у 2-му — писалося «про бунт і зраду». Головним знаряддям слідства були тортури і «допити з пристрастю». Скасована маніфестом імператора Петра III (1762 р.), одночасно було заборонено «Слово і діло государеве».

## Таємна експедиція
Наступником «Таємної канцелярії» стала «Таємна експедиція» при Сенаті — центральна державна установа в Російській імперії, орган політичного розшуку (1762–1801 рр.). Формально установу очолював генерал-прокурор Сенату, однак фактично всіма справами відав обер-секретар С. І. Шешковський. Таємна експедиція займалася розслідуванням змови В. Я. Мировича, здійснювала кримінальне переслідування О. М. Радищева, курирувала суд над О. І. Пугачовим. Тортури, заборонені за Петра III, знову увійшли у широке використання. Після воцаріння Олександра I функції «Таємної експедиції» були перерозподілені між першим і п'ятим сенатськими департаментами.